# Jamie Marks Is Dead
Jamie Marks Is Dead és una pel·lícula de terror sobrenatural dramàtica estatunidenca del 2014 dirigida per Carter Smith i protagonitzada per Cameron Monaghan, Liv Tyler, Judy Greer, Morgan Saylor, Noah Silver i Madisen Beaty. La seva trama segueix un atleta de secundària que és perseguit pel fantasma d'un company de classe difunt que va ser trobat mort en circumstàncies misterioses. Està basat en la novel·la de Christopher Barzak del 2007 One for Sorrow.
La pel·lícula es va estrenar en competició a la Categoria dramàtica dels EUA al Festival de Cinema de Sundance el 19 de gener de 2014 abans que se'n fes una estrena limitada en sales als Estats Units el 29 d'agost de 2014.
Va rebre crítiques molt favorables dels crítics de cinema.

## Argument
L'adolescent Gracie Highsmith descobreix el cadàver del company de classe Jamie Marks a prop d'un riu en un petit poble de l'estat de Nova York. Jamie era un marginat social introvertit que no era conegut pels seus companys de classe. La policia comença a investigar la seva mort, sospitant que podria haver estat assassinat. L'estrella de secundària Adam McCormick es veu molesta pel descobriment i explica records fugaços d'haver presenciat Jamie sent greument assetjat pels seus companys. L'Adam va a visitar el lloc on es va trobar el cos d'en Jamie i hi troba la Gracie, creant un memorial per a Jamie. Adam i Gracie comparteixen una copa a casa seva una nit. La Gracie li diu a Adam que sent pena per Jamie, ja que mai va experimentar amor durant la seva curta vida.
Un vespre, la mare soltera d'Adam, Linda, és atropellada per una furgoneta conduïda per una dona anomenada Lucy mentre marxa enrere de la seva calçada. L'accident de cotxe deixa la Linda sense poder caminar. La Lucy visita la seva casa per disculpar-se, i Linda la dóna la benvinguda, tot i que Adam expressa ràbia; les dones fan una amistat malgrat les reticències d'Adam. L'Adam visita la casa de la Gracie i els dos són testimonis d'una aparició de Jamie de peu al bosc a la vora del seu pati. Adam està sacsejat per l'esdeveniment i, de camí cap a casa, s'atura al riu. Jamie torna a aparèixer a Adam i li demana que s'estiri al lloc on es va trobar el seu cos. L'Adam es desperta de sobte pels seus amics, que han estat de festa a prop, i el porten a casa.
Adam rep la visita recurrent de Jamie, que se li apareix al seu dormitori. Quan Adam li explica això a Gracie, ella li diu que ella també ha sentit la presència de Jamie, però ha optat per ignorar-la perquè l'espanta. Jamie li demana a Adam que es trobi amb ell a una casa abandonada una nit, i els dos comparteixen històries al graner. Jamie explica records que va tenir a la vida d'Adam; Adam està sorprès per això, però també explica haver notat en Jamie de passada. Els dos són interromputs per Frances, un esperit venjador que persegueix la casa abandonada, on va assassinar els seus pares abans de suïcidar-se fa anys. Enfadat per l'esclat cru de la Frances, Adam crema la casa abandonada, fent que Frances s'enfureixi violentament. Jamie aconsegueix treure la Frances a Adam, i Adam fuig.
Adam es troba més tard amb Jamie a prop d'un túnel de tren abandonat on es congreguen altres esperits, ja que funciona com un portal a l'altra vida. El vincle de Jamie i ell segueix creixent, i Jamie revela que va estar enamorat d'Adam en vida, però la seva timidesa i la por al rebuig li van impedir conèixer-lo mai. Quan Adam torna a casa, és turmentat per Frances, qui se li apareix a casa seva, buscant venjança de la seva casa en ruïnes. Adam està protegit per Jamie, que calma la incorregible Frances. Adam es troba més tard amb la Gracie a casa seva, on li revela una nota escrita que va trobar amb el cos de Jamie, que va amagar de la policia. La nota conté una llista de persones i coses que en Jamie li agradaria "matar", inclòs ell mateix, tot i que exclou explícitament a Adam. Adam s'adona que Jamie es va suïcidar. Jamie se'ls apareix a tots dos, enfurismat perquè la Gracie exposés la nota a l'Adam.
Jamie finalment es calma i, amb l'ànim d'Adam i Gracie, accepta passar al més enllà. Condueixen fins al túnel del tren abandonat, i Adam camina cap a ell amb Jamie. Encara enamorat d'Adam, Jamie li demana que es quedi amb ell per sempre. Adam li diu a Jamie que l'estima, encara que platònicament. Adam li dóna a Jamie una darrera paraula, "amor". Els dos s'abracen abans que Jamie li doni les ulleres a Adam i s'endinsi cap al túnel.

## Repartiment
- Cameron Monaghan com Adam McCormick
- Noah Silver com a Jamie Marks
- Liv Tyler com a Linda McCormick
- Judy Greer com a Lucy
- Morgan Saylor com a Gracie Highsmith
- Madisen Beaty com a Frances Wilkinson
- Ronen Rubinstein com a Ronnie
- Brett DelBuono com Matt Hardin
- Ryan Munzert com Aaron McCormick

## Producció

### Filmació
El rodatge va tenir lloc a New Hamburg i Monticello (Nova York) al hivern i primavera de 2013 La Monticello High School i l‘abandonat Apollo Mall foren usats com a exteriors del rodatge.

## Estrena

### Taquilla
La pel·lícula va tenir una estrena limitada als Estats Units el 29 d'agost de 2014. La pel·lícula va guanyar 58.943 $ en vendes nacionals de DVD.

### Recepció crítica
La pel·lícula va rebre crítiques majoritàriament positives en la seva estrena al Festival de Cinema de Sundance de 2014. Dennis Harvey, a la seva ressenya per a Variety, va donar a la pel·lícula una crítica positiva dient que "La història potencialment ridícul es tracta aquí amb prou enginy com per crear un aspecte estrany però no desagradable. encanteri a tot arreu, encara que el punt final és més que una mica tèrbol, i la conmoció desitjada no es veu del tot." John DeFore a la seva ressenya per a The Hollywood Reporter  va anomenar la pel·lícula "Una interpretació sincera i psicològicament intel·ligent de la ficció per a joves sobrenatural." Kyle Burton d’Indiewire va elogiar la pel·lícula i va dir que "Jamie Marks is Dead" de Carter Smith és una interpretació fantasmagòrica de la passió i la vergonya dels adolescents. Té angoixa i melodrama necessaris, però es guien per l'atmosfera immersiva i el sentit del lloc de la pel·lícula. És un romanç gòtic: una mena d'història d'assetjament que projecta al seu món els estats d'ànim i les emocions dels seus personatges." Jordan Raup de The Film Stage va elogiar la direcció de Carter Smith que "L'experiència de Smith a l'hora d'elaborar escenaris viscerals i aterridors, exemplificat en la seva pel·lícula de terror d'estudi, poc apreciada, The Ruins, s'exhibeix completament aquí tant en el més enllà com en el món real, el director sembla tenir un control total de la seva visió, especialment en el disseny de so i la cinematografia abatuda."